# Kenneth C. Griffin
Kenneth Cordele Griffin, detto Ken (Daytona Beach, 15 ottobre 1968), è un imprenditore statunitense, miliardario, fondatore, CEO e proprietario (con l'80%) di Citadel LLC, un hedge fund multinazionale. È anche proprietario di Citadel Securities, uno dei maggiori operatori finanziari negli Stati Uniti.
A giugno 2025, Griffin aveva un patrimonio netto stimato di 44,6 miliardi di dollari, il che lo rende la 32ª persona più ricca del mondo. Si è classificato al 22° posto nella lista Forbes 400 degli americani più ricchi del 2024. È stato incluso nell'elenco 2023 di Forbes dei filantropi più generosi degli Stati Uniti con 1,56 miliardi di dollari donati a varie cause di beneficenza, principalmente nell'istruzione, nella mobilità economica e nella ricerca medica.
Griffin ha contribuito con decine di milioni di dollari a candidati e cause politiche, di solito quelli di ideologia repubblicana e conservatrice. Possiede una collezione d'arte del valore di 800 milioni di dollari e residenze del valore totale di oltre 1 miliardo di dollari.
Nel 2022 ha acquistato per 43,2 milioni di dollari la prima copia della costituzione americana, battendo il precedente record per il manoscritto più costoso che spettava al Codice Leicester.

## Biografia
Griffin è nato nel 1968 a Daytona Beach, in Florida, figlio di un dirigente di forniture edili e project manager per la General Electric. La nonna di Griffin, Genevieve Huebsch Gratz, ereditò un'azienda petrolifera, tre fattorie e un'azienda di sementi.
Griffin è cresciuto a Boca Raton, in Florida, con qualche parentesi nel Texas e in Wisconsin. Ha frequentato la scuola media a Boca Raton, quindi la Boca Raton Community High School. Già al liceo, Griffin gestiva una società di software educativo per corrispondenza fuori dalla sua camera da letto chiamata EDCOM. In un articolo del 1986 sul Sun-Sentinel, Griffin affermò che pensava di diventare un uomo d'affari o un avvocato e che credeva che il mercato del lavoro per i programmatori di computer sarebbe diminuito in modo significativo nel prossimo decennio.
Griffin ha iniziato all'Harvard College nell'autunno del 1986. Quell'anno, uno dei suoi primi investimenti fu l'acquisto di opzioni put su Home Shopping Network, realizzando un profitto di 5.000 dollari. Ha anche investito in opportunità di arbitraggio convertibile in obbligazioni convertibili. Nonostante il divieto di gestire attività commerciali dal campus, Griffin convinse gli amministratori scolastici a consentirgli di installare un'antenna parabolica sul tetto del dormitorio di Cabot House per ricevere quotazioni di borsa. Ha chiesto anche a Terrence J. O'Connor, il gestore delle obbligazioni convertibili alla Merrill Lynch di Boston, di aprire un conto di intermediazione per lui con 100.000 dollari che Griffin aveva ottenuto da sua nonna, dal suo dentista e da altri. Il suo primo fondo è stato lanciato nel 1987 con 265.000 dollari, pochi giorni dopo il suo 19º compleanno. Il fondo è stato lanciato in tempo per trarre profitto dalle posizioni corte durante il Black Monday (1987). Griffin si è laureato in economia nel 1989.

## Carriera
Dopo la laurea nel 1989, Griffin si è trasferito a Chicago per lavorare con Frank Meyer, fondatore di Glenwood Capital Investments. Meyer assegnò 1 milione di dollari del capitale di Glenwood affinché Griffin potesse operare e Griffin guadagnò il 70% in un anno.
Un anno dopo, nel 1990, Griffin ha fondato Citadel LLC, con un patrimonio gestito di 4,6 milioni di dollari, aiutato dai contributi di Meyer. I suoi fondi hanno reso il 43% nel 1991 e il 40% nel 1992.
All'inizio degli anni 2000, Griffin ha fondato il market maker Citadel Securities. Nel 2003, all'età di 34 anni, Griffin era l'individuo più giovane della Forbes 400 con un patrimonio netto stimato di 650 milioni di dollari.
Dal momento del suo secondo matrimonio nel 2003 fino alla fine del 2009, Griffin è stato il principale investitore in Aragon Global Management, un hedge fund gestito dalla sua allora moglie Anne Dias-Griffin. Il fondo è stato anche sviluppato da Julian Robertson. Ken ha perso il 20% del suo investimento nel fondo. Nel 2006 Citadel ha acquisito le posizioni di Amaranth Advisors con un forte sconto.
Durante la crisi finanziaria del 2007-2008, per 10 mesi, Griffin ha impedito ai suoi investitori di prelevare denaro, attirandosi critiche Al culmine della crisi, l'azienda perdeva "centinaia di milioni di dollari ogni settimana". Aveva una leva finanziaria di 7:1 e i maggiori fondi di Citadel hanno chiuso il 2008 con un calo del 55%. Tuttavia, sono rimbalzati con un rendimento del 62% nel 2009.
Da Citadel LLC, Griffin ha guadagnato 900 milioni di dollari nel 2009, 1,4 miliardi di dollari nel 2014, 600 milioni di dollari nel 2016, 1,4 miliardi di dollari nel 2017, 870 milioni di dollari nel 2018, 1,5 miliardi di dollari nel 2019, 1,8 miliardi di dollari nel 2020. Nel novembre 2020, secondo Bloomberg News, il patrimonio netto di Griffin ha superato i 20 miliardi di dollari a causa di un aumento del valore di Citadel, di cui la quota di Griffin valeva 11,2 miliardi di dollari. Citadel Securities ha aumentato i suoi profitti a 2,36 miliardi di dollari durante la prima metà del 2020 rispetto ai 982 milioni di dollari per lo stesso periodo del 2019 a causa dell'aumento della volatilità, del volume e del coinvolgimento dei trader al dettaglio.

## Vita privata
La prima moglie di Griffin è stata Katherine Weingartt, la sua fidanzata del liceo. La coppia ha divorziato nel 1996.
Nel marzo 2002, Griffin ha incontrato la sua seconda moglie, Anne Dias-Griffin, dopo un appuntamento al buio organizzato da un amico comune. È di origine francese, laureata alla Harvard Business School con esperienze di lavoro presso Goldman Sachs, Soros Fund Management e Viking Global Investors prima di avviare una sua società da 55 milioni di dollari, Aragon Global Management, con sede a Chicago. La coppia si è sposata nel luglio 2003 e ha avuto tre figli.
Nel luglio 2014, Griffin ha presentato una richiesta di divorzio nella contea di Cook, Illinois, citando "differenze inconciliabili" con Dias-Griffin. La coppia aveva un accordo prematrimoniale che regolava la divisione dei loro beni in caso di divorzio. Come parte dell'accordo, Dias-Griffin ha ricevuto 22,5 milioni di dollari all'inizio del loro matrimonio e un ulteriore milione di dollari ogni anno in cui erano sposati. Durante il matrimonio, ha ricevuto 37 milioni di dollari in contanti e il 50% di proprietà del loro attico di Chicago, che occupa tre piani dell'edificio. Nelle dichiarazioni in tribunale, ha affermato di essere stata costretta a firmare l'accordo prematrimoniale. In successive dichiarazioni giudiziarie, Dias-Griffin ha richiesto 1 milione di dollari al mese in pagamenti per il mantenimento dei figli, di cui 300.000 dollari al mese per viaggi in aereo privato, 160.000 dollari al mese per affitti per le vacanze e 60.000 dollari al mese per uffici e personale. Griffin affermò che Dias-Griffin stava tentando di utilizzare il mantenimento dei figli per finanziare il suo "stile di vita opulento". Durante il divorzio, ha chiesto 450.000 dollari per una vacanza di 10 giorni a St. Barts durante le vacanze invernali con i loro tre figli. Griffin negò la sua richiesta ma accettò di pagare 45.000 dollari per le vacanze invernali. La coppia ha risolto il divorzio in via stragiudiziale nell'ottobre 2015, poche ore prima dell'inizio di un processo pubblico sull'accordo prematrimoniale. Come parte del divorzio, Griffin pagò 11,75 milioni di dollari per rilevare gli interessi di sua moglie nel loro attico di Chicago. Lui e Dias-Griffin mantengono la custodia congiunta dei loro figli.

### Collezione d'arte
Griffin è un acquirente attivo di arte moderna e contemporanea. Il suo portfolio è valutato quasi 800 milioni di dollari e include diversi dipinti nell'elenco di quelli più costosi.
Nel 1999 ha acquistato il dipinto di Paul Cézanne del 1893 Sipario, brocca e ciotola di frutta, per la cifra record di 60 milioni di dollari per un Cézanne dell'epoca.
Nell'ottobre 2006, ha comprato False Start dell'artista Jasper Johns per 80 milioni di dollari da David Geffen. Nel 2015 ha acquistato il dipinto di Gerhard Richter del 1986 Abstract Picture, 599 per 46 milioni di dollari.
Nel settembre 2015, nel più grande affare d'arte privato di sempre, ha acquisito due dipinti da Geffen per 500 milioni di dollari: il dipinto a olio Interchange di Willem de Kooning del 1955 per 300 milioni di dollari e il dipinto Number 17A di Jackson Pollock del 1948 per 200 milioni di dollari. Nel 2017 Griffin ha acquistato privatamente il dipinto di Andy Warhol del 1964 Orange Marilyn per circa 200 milioni di dollari.
Nel giugno 2020 ha comprato Boy and Dog in a Johnnypump (1982) di Jean-Michel Basquiat per oltre 100 milioni di dollari. Prestò poi il dipinto all'Art Institute di Chicago per essere esposto al pubblico.
La sua collezione comprende anche opere d'arte di Njideka Akunyili Crosby.

## Opinioni politiche
In un’intervista del 2012 con il Chicago Tribune, Griffin ha affermato che i ricchi in realtà hanno troppo poca influenza in politica. Si identificò come un repubblicano di Ronald Reagan. Ha affermato che è sbagliata la convinzione "che un governo più grande è ciò che crea prosperità, che un governo più grande è ciò che crea il bene".
In un'intervista del novembre 2015 alla CNBC, Griffin ha affermato di ammirare Scott Walker, definendolo un "campione assoluto del libero mercato e un campione dei governi più piccoli".
Nell'aprile 2016, poiché Citadel possedeva oltre 1 milione di azioni di McDonald's, Griffin è stato il bersaglio dei manifestanti che sostenevano la lotta per 15 dollari. Nel maggio 2017, ha elogiato gli sforzi di Donald Trump per la riforma fiscale e sanitaria.
Nel 2018 Griffin è stato nominato presidente delle finanze nazionali per il New Republican PAC che alimentava il Super PAC di Rick Scott. Nel novembre 2018, Griffin ha criticato i tweet di Trump che rimproverava il presidente della Federal Reserve Jerome Powell, definendoli "del tutto inappropriati per il presidente degli Stati Uniti".
Nel gennaio 2019, Griffin è stato scelto da Elizabeth Warren in un post su Facebook come qualcuno che può pagarle la tassa ultramilionaria. Durante un'intervista del marzo 2019 con David Rubenstein, ha criticato le proposte di Warren, dicendo: "Ammorbidire i ricchi non funziona".
Nel gennaio 2020, Griffin era assente alla cerimonia per la firma dell'accordo commerciale di fase uno con la Cina alla Casa Bianca; per questo motivo Trump lo ha criticato.
Nel settembre 2020, Griffin ha scritto un editoriale pubblicato sul Chicago Tribune in cui affermava la sua opposizione alla proposta "Fair Tax" del governatore dell'Illinois JB Pritzker, che cambierebbe l'imposta sul reddito dell'Illinois da un'imposta fissa a un'imposta progressiva. In un'e-mail dell'ottobre 2020 ai dipendenti di Chicago di Citadel LLC, Griffin ha criticato il piano fiscale di Pritzker e ha alluso alla possibilità di trasferire la sua azienda fuori dall'Illinois.
Durante l'intervista da Paul Tudor Jones alla conferenza degli investitori della Robin Hood Foundation nell'ottobre 2020, Griffin ha criticato i piani di Joe Biden di aumentare l'aliquota fiscale sulle plusvalenze a lungo termine.

## Nella cultura di massa
Griffin appare nel film del 2023 Dumb Money dove è interpretato da Nick Offerman.